# ساحورع
ساحورَع دومین فرعون دودمان پنجم مصر باستان بود. معنای نام او «آنکه به رع نزدیک است» می‌باشد.

## زندگی‌نامه
ساحورع دومین پادشاه دودمان پنجم بود. او پسر شاه اوسرکاف و شهبانو نفرحتپس بود. از او هیچ فرزند یا همسر شناخته شده‌ای بر جای نمانده است. جانشین او نفریرکارع بود، نخستین فرعون با پنج نام. نفریرکارع نه تنها برادر یا فرزند ساحورع نبود که اصلیتش نیز شناخته شده نیست.
بنا بر افسانه‌ای در پاپیروس وستکار، ساحورع و برادرانش نوادگان خدای رع و کاهن‌بانو راجدد بوده‌اند. ساحورع به خاطر تصاویر زیبایی که از او در آرامگاه-معبدش و هرمش باقی مانده، نامدار است.
ساحورع شاه فعالی بوده. سنگ پالرمو چندین سفر اکتشافی به فرمان او را برمی‌شمارد که در صحرای سینا و ابوسمبل به منظور پیدا کردن سنگ‌های به درد بخور و سودمند انجام شده بودند. او همچنین هرمی برای خود ساخت. این هرم ساختمان‌های کناری دیگری از جمله آرامگاه-معبد نیز داشت. بر طبق سنگ پالرمو این فرعون ۱۲ سال فرمانروایی کرد. این زمان در نوشته‌های مانثون ۱۳ سال است.

## خانواده
ساحورع پسر شهبانو نفرحتپس و شاه اوسرکاف بود. همسر ساحورع نفرت‌نبتی بوده است اما تبار او شناخته شده نیست. ساحورع و نفرت‌نبتی دو پسر داشتند؛ شاهزادگان رع‌نِفِر و نجریرن‌رع که در تصویری به همراه پدر و مادرشان دیده می‌شوند. تصویر حورمساف، خاکارع، و نب‌عنخ‌رع نیز در معبد-آرامگاه ساحورع کشیده شده‌اند ولی مشخصات مادرشان ناشناخته است.

## آثار
- هرم در ابو صیر
- به گمانی یک معبد خورشید
- چندین معبد به روایت سنگ پالرمو